# William Holden
William Holden (født 17. april 1918, død 12. november 1981) var en amerikansk skuespiller.

## Udvalgt filmografi
- Født i går (1950)
- Sunset Boulevard (1950)
- Stalag 17 (1953)
- Sabrina (1954)
- Chefen er død (1954)
- En fremmed i byen (1955)
- Kavaleriets helte (1959)
- Broen over floden Kwai (1957)
- Den falske forræder (1962)
- Casino Royale (1967)
- Den vilde bande (1969)
- Det tårnhøje helvede (1974)
- Nettet (1976)
- Den gådefulde Fedora (1978)